# Agrostis oreades
Agrostis oreades é uma espécie de gramínea do gênero Agrostis, pertencente à família Poaceae.